# Speocropia nona
Speocropia nona är en fjärilsart som beskrevs av Heinrich Benno Möschler 1890. Speocropia nona ingår i släktet Speocropia och familjen nattflyn. Inga underarter finns listade i Catalogue of Life.